# فابیو فاریا
فابیو فاریا (پرتغالی: Fábio Faria؛ زادهٔ ۲۴ آوریل ۱۹۸۹) بازیکن بازنشسته فوتبال اهل پرتغال است که در پست دفاع وسط بازی می‌کرد.
از باشگاه‌هایی که در آن بازی کرده‌است می‌توان به باشگاه فوتبال ریو آوه، و باشگاه فوتبال بنفیکا، باشگاه فوتبال رئال وایادولید و باشگاه فوتبال پاسوس ده فریرا اشاره کرد.
وی همچنین در تیم ملی فوتبال زیر ۲۱ سال پرتغال بازی کرده‌است.
فاریا در مارس ۲۰۱۳ در حالی که فقط ۲۳ سال سن داشت، به علت اختلالات قلبی مجبور به کناره‌گیری از فوتبال شد.